# Bonaventure Uwizeyimana
Bonaventure Uwizeyimana, né le 4 janvier 1993, est un coureur cycliste rwandais.

## Biographie
Bonaventure Uwizeyimana se révèle au cours de la saison 2013 en prenant la deuxième place du championnat du Rwanda sur route, derrière son compatriote Gasore Hategeka. Il remporte par ailleurs deux épreuves nationales, et termine notamment neuvième du Circuit d'Asmara ou encore quinzième du Tour d'Érythrée.
Eu début de l'année 2014, il se distingue en s'imposant en solitaire sur la cinquième étape de la Tropicale Amissa Bongo, devant ses compagnons d'échappée. En été, il rejoint le club français du Vendée U, son entraîneur Jonathan Boyer le décrivant comme un « coureur musculeux, un très bon rouleur, fait pour les classiques ».
De retour au Rwanda en 2015, il confirme sa bonne performance de l'année précédente sur la Tropicale Amissa Bongo, où il termine sixième et meilleur jeune. On le retrouve ensuite sur les courses algériennes, où il obtient diverses places d'honneur : sixième du Tour international d'Oranie et du Tour international d'Annaba, dixième du Circuit international d'Alger, douzième du Grand Prix d'Oran et treizième du Tour international de Constantine. En septembre, il participe aux mondiaux de Richmond, avec la sélection rwandaise. En fin de saison, il est cinquième du Grand Prix Chantal Biya et sixième d'une épreuve des Challenge des phosphates.
En 2016, il est engagé par l'équipe continentale Dimension Data-Qhubeka, antichambre de la formation World Tour Dimension Data. Le 26 février, il prend la onzième place du championnat d'Afrique sur route de Casablanca, avec l'équipe du Rwanda. Aux championnats du Rwanda, il se classe troisième du contre-la-montre, puis remporte le titre national en ligne. En septembre, il est de nouveau sélectionné pour disputer les championnats du monde, cette fois-ci chez les élites. À Doha, il se classe 59e du contre-la-montre et abandonne lors de la course en ligne.
Après cette expérience européenne mitigée, il décide de retourner au Rwanda en 2017. Sixième de la Tropicale Amissa Bongo, il se distingue également sur le Tour du Cameroun, en terminant deuxième d'une étape et treizième du classement général. Engagé sur plusieurs compétitions érythréennes, il y obtient deux 9e places, au Circuit de Massaoua puis au Circuit d'Asmara. Après avoir remporté la Race to Remember, manche de la Coupe du Rwanda, il rejoint la petite équipe canadienne Lowestrates. Avec celle-ci, il participe à plusieurs courses au Canada et aux États-Unis. En août, il se présente également au départ de la Colorado Classic avec l'équipe du Rwanda, qui participe à sa première épreuve sur le sol américain depuis dix ans. En novembre, il effectue son retour au premier plan en gagnant la cinquième étape du Tour du Rwanda.

## Palmarès sur route
- 2012
  - 2e de la Kigali Classic
- 2013
  - Circuit de l'Est
  - Genocide Memorial
  - 2e du championnat du Rwanda sur route
- 2014
  - 5e étape de la Tropicale Amissa Bongo
  - 3e du championnat du Rwanda sur route
- 2016
  -  Champion du Rwanda sur route
  - 3e du championnat du Rwanda du contre-la-montre
- 2017
  - Race to Remember
  - 5e étape du Tour du Rwanda
- 2018
  - Tour du Cameroun : 
    - Classement général
    - 5e étape

  - Race to Remember
- 2019
  -  Champion du Rwanda sur route
  - Northern Challenge

## Classements mondiaux
| Année           | 2013 | 2014 | 2015 | 2016 | 2017 |
| --------------- | ---- | ---- | ---- | ---- | ---- |
| UCI Africa Tour | 57e  | 66e  | 42e  | 41e  | 36e  |